# Lata de bebida
Lata (do latim tardio latta, de provável origem germânica) é uma folha de ferro delgada, laminada. Também pode significar o canudo de folha para onde o algodão vai, depois de sair das cardas, nas fábricas de fiação. A lata de aço é revestida eletroliticamente com estanho, chamada folha-de-flandres, ou com cromo, também conhecida por folha cromada. Popularmente, a lata é qualquer recipiente de metal para acondicionamento de produtos, principalmente alimentos e bebidas. A utilização da lata de alumínio possui grande importância no segmento industrial, sendo utilizada principalmente no acondicionamento de bebidas. Constitui uma embalagem segura, pois protege o produto embalado mantendo suas características originais, inclusive o sabor e o cheiro.[carece de fontes?]
O aço e o alumínio utilizados nas latas são materiais totalmente recicláveis.
O surgimento das latas teve início por volta de 1824, pelo inglês Joseph Rhodes, utilizando o método de recravação para colocação da tampa e fundo.

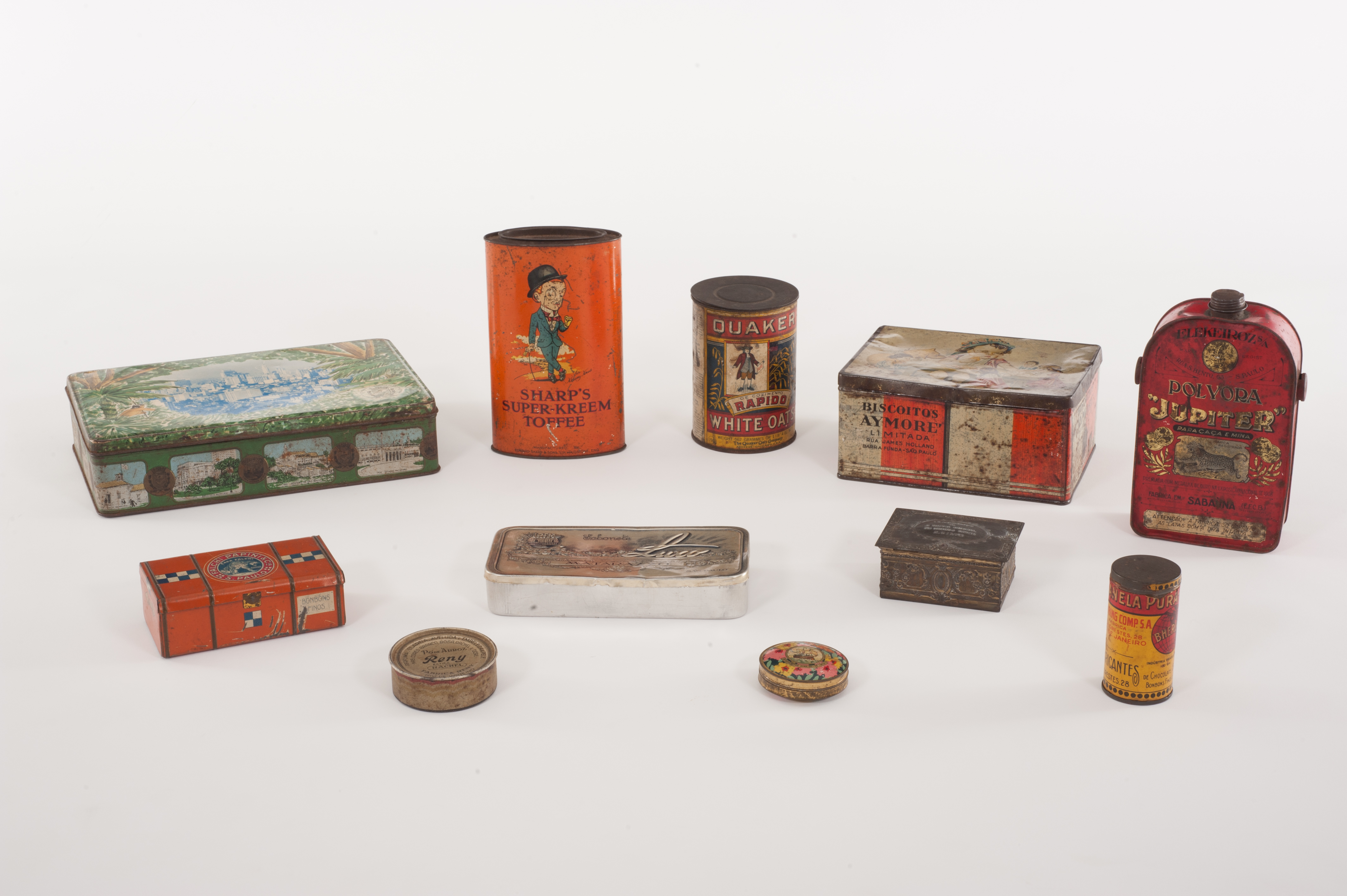
Diversas latas para balas do Acervo do Museu Paulista

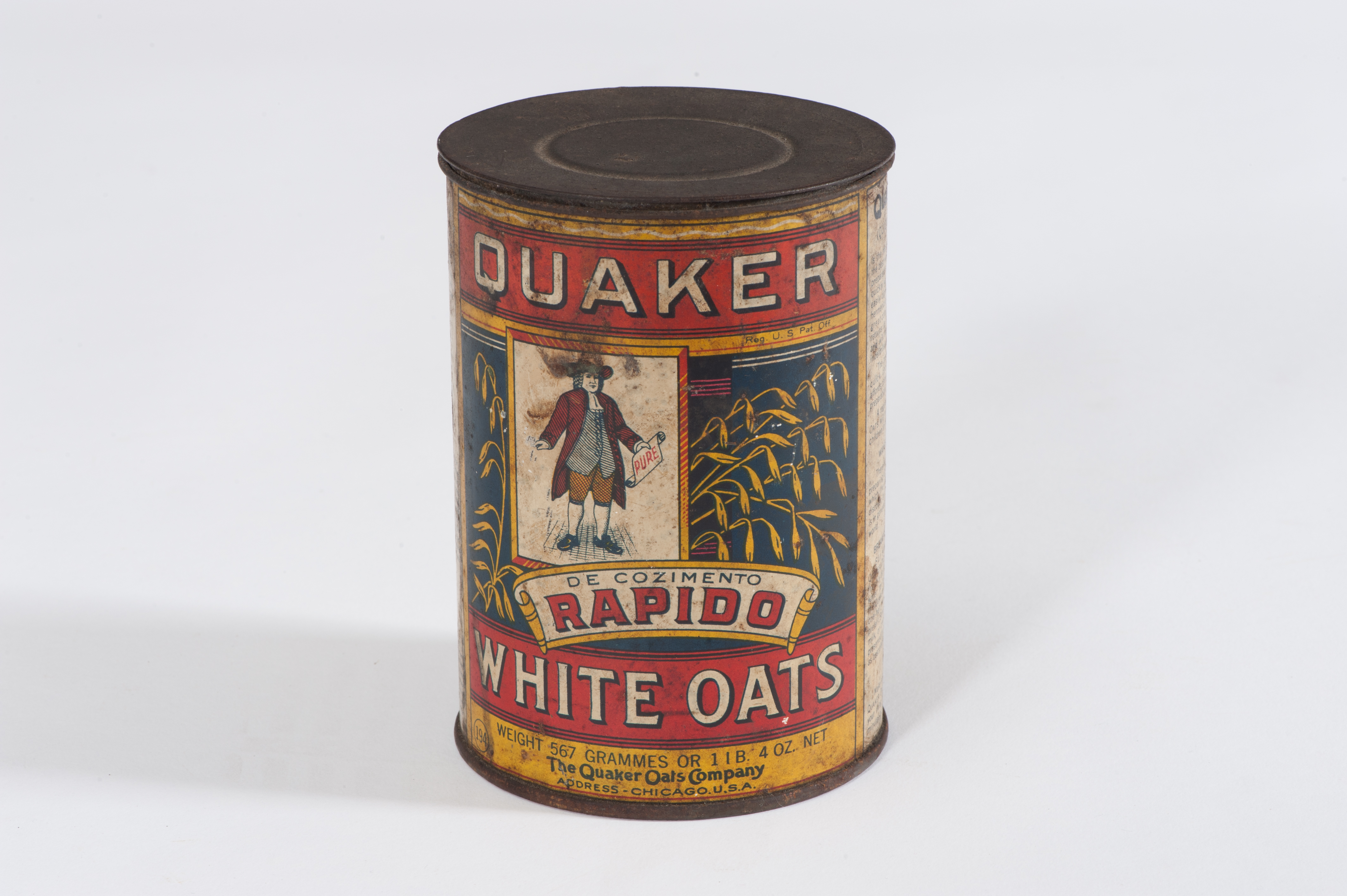
Lata de Aveia do Acervo do Museu Paulista da USP.jpg

## Latas de Aço
Uma lata de aço é feita de folha de flandres (aço estanhado) ou de aço sem estanho. Muitas latas requerem abertura cortando a "extremidade"; outros têm tampas removíveis. As latas de aço podem armazenar uma ampla variedade de conteúdos: alimentos, bebidas, óleo, produtos químicos e outros.

### História
O processo de enlatamento de estanho foi supostamente criado pelo francês Philippe de Girard, mas a ideia acabou passando para o comerciante britânico Peter Durand, que foi usado como um agente para patentear a ideia de Girard em 1810. O conceito de enlatamento foi baseado no trabalho experimental de preservação de alimentos em recipientes de vidro no ano anterior pelo inventor francês Nicholas Appert. Durand não buscou enlatados para alimentos, mas, em 1812, vendeu sua patente para dois ingleses, Bryan Donkin e John Hall, que refinaram o processo e o produto, e montaram a primeira fábrica comercial de enlatados do mundo em Southwark Park Road, em Londres. Em 1813, eles estavam produzindo seus primeiros produtos enlatados de estanho para a Marinha Real . Em 1820, latas estavam sendo usadas para pólvora, sementes e terebintina.[carece de fontes?]
As primeiras latas eram seladas por solda com uma liga de estanho-chumbo, o que poderia levar ao envenenamento por chumbo.[carece de fontes?]
Em 1901, nos Estados Unidos, foi fundada a American Can Company, que na época produzia 90% das latas americanas.[carece de fontes?]

### Vantagens das latas de aço
Vários fatores tornam as latas de aço recipientes ideais para bebidas. As latas de aço são mais resistentes que as caixas ou plásticos e menos frágeis que o vidro, protegendo o produto em trânsito e evitando vazamentos ou derramamentos, além de reduzir a necessidade de embalagens secundárias.
As embalagens de aço e alumínio oferecem proteção de barreira de 100% contra a luz, água e ar, e as latas de metal sem fechos reseláveis estão entre os materiais de embalagem mais invioláveis. As latas de aço preservam e protegem o produto de danos por luz, oxidação, temperaturas extremas e contaminação, resguardando sabor, aparência e qualidade desde a fábrica até o consumidor final. Alimentos e bebidas embalados em latas de aço possuem teor de vitaminas equivalente ao preparado na hora, sem a necessidade de conservantes. As latas de aço também estendem a vida útil do produto, permitindo prazos de validade e validade mais longos e reduzindo o desperdício.
Como meio de embalagem ambiental, as latas de aço não requerem resfriamento na cadeia de abastecimento, simplificando a logística e o armazenamento e economizando energia e custos. Ao mesmo tempo, a condutividade térmica relativamente alta do aço significa que as bebidas enlatadas resfriam muito mais rápida e facilmente do que as em garrafas de vidro ou plástico.

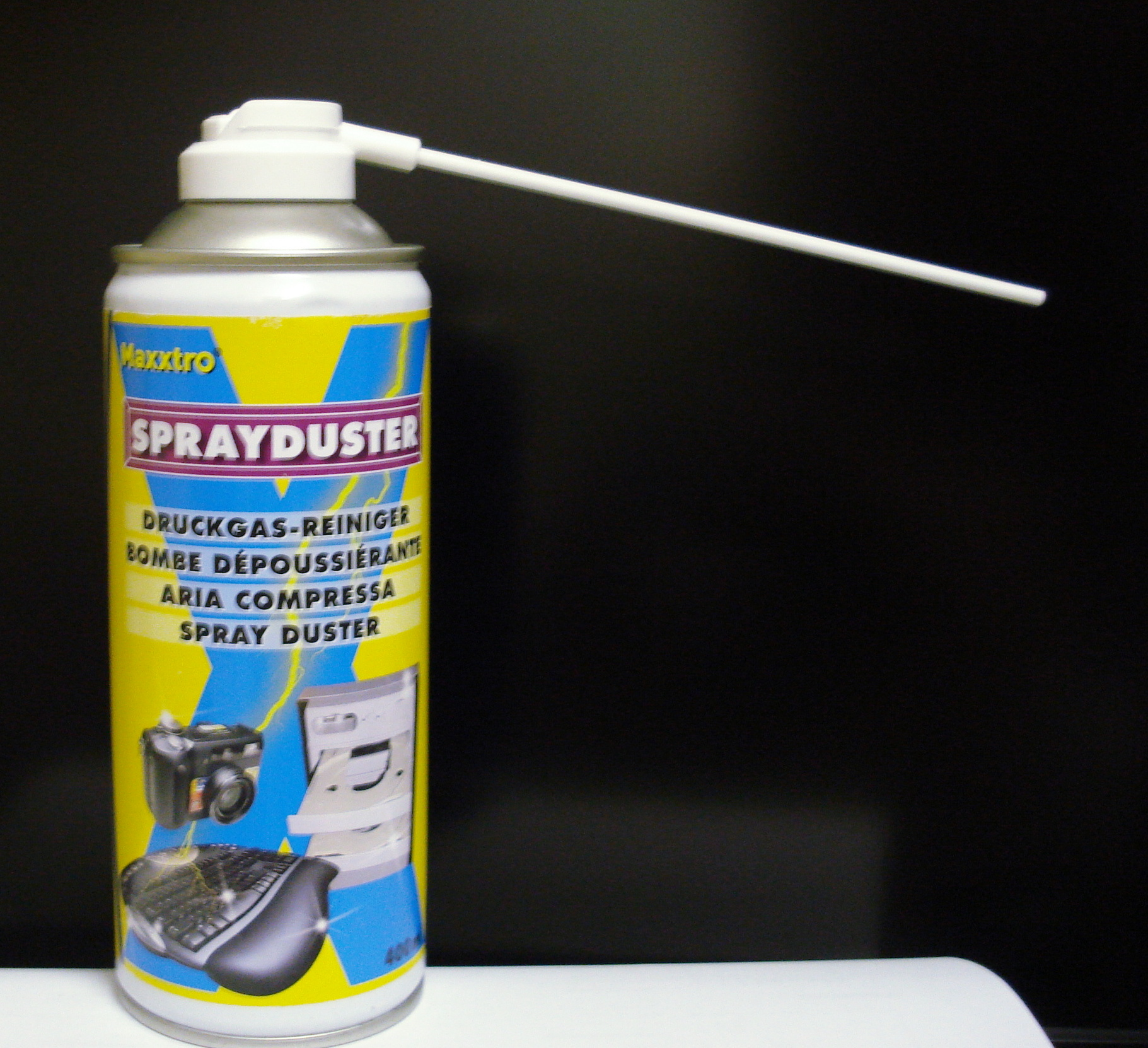
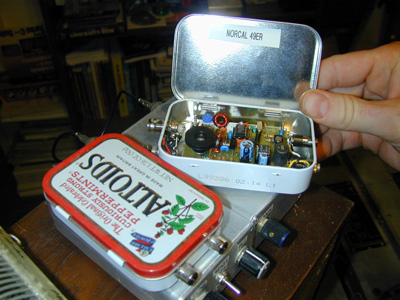
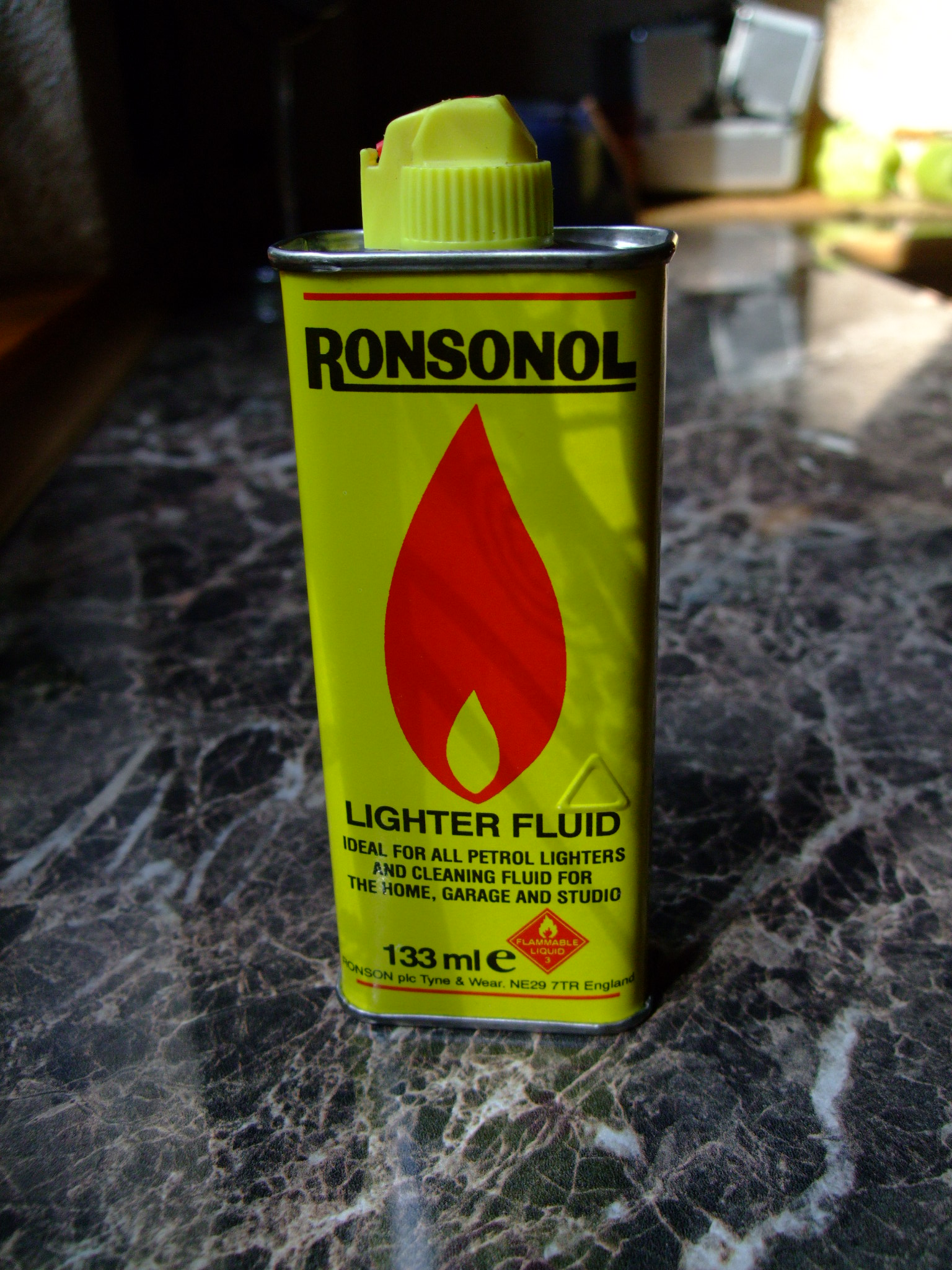
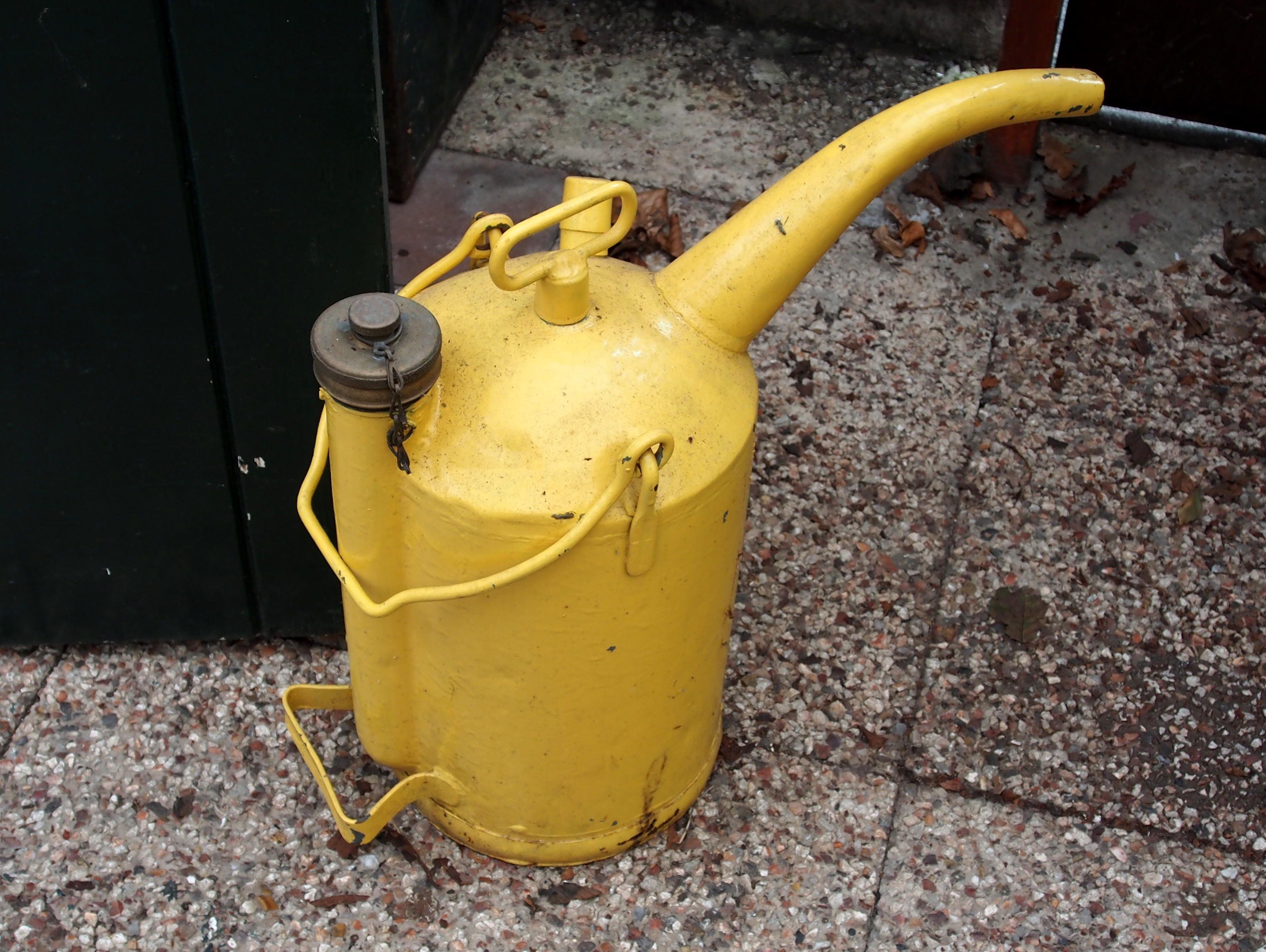
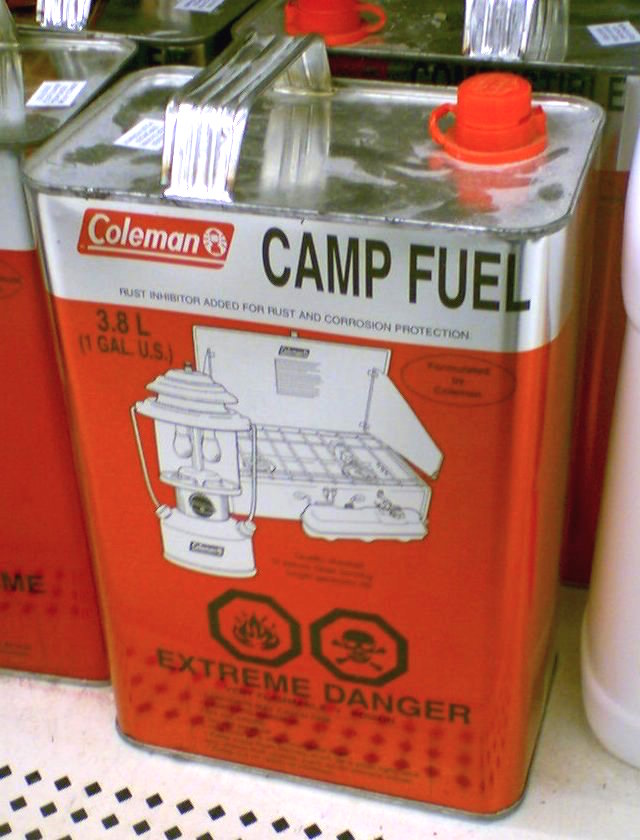
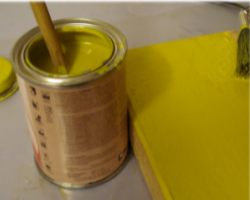
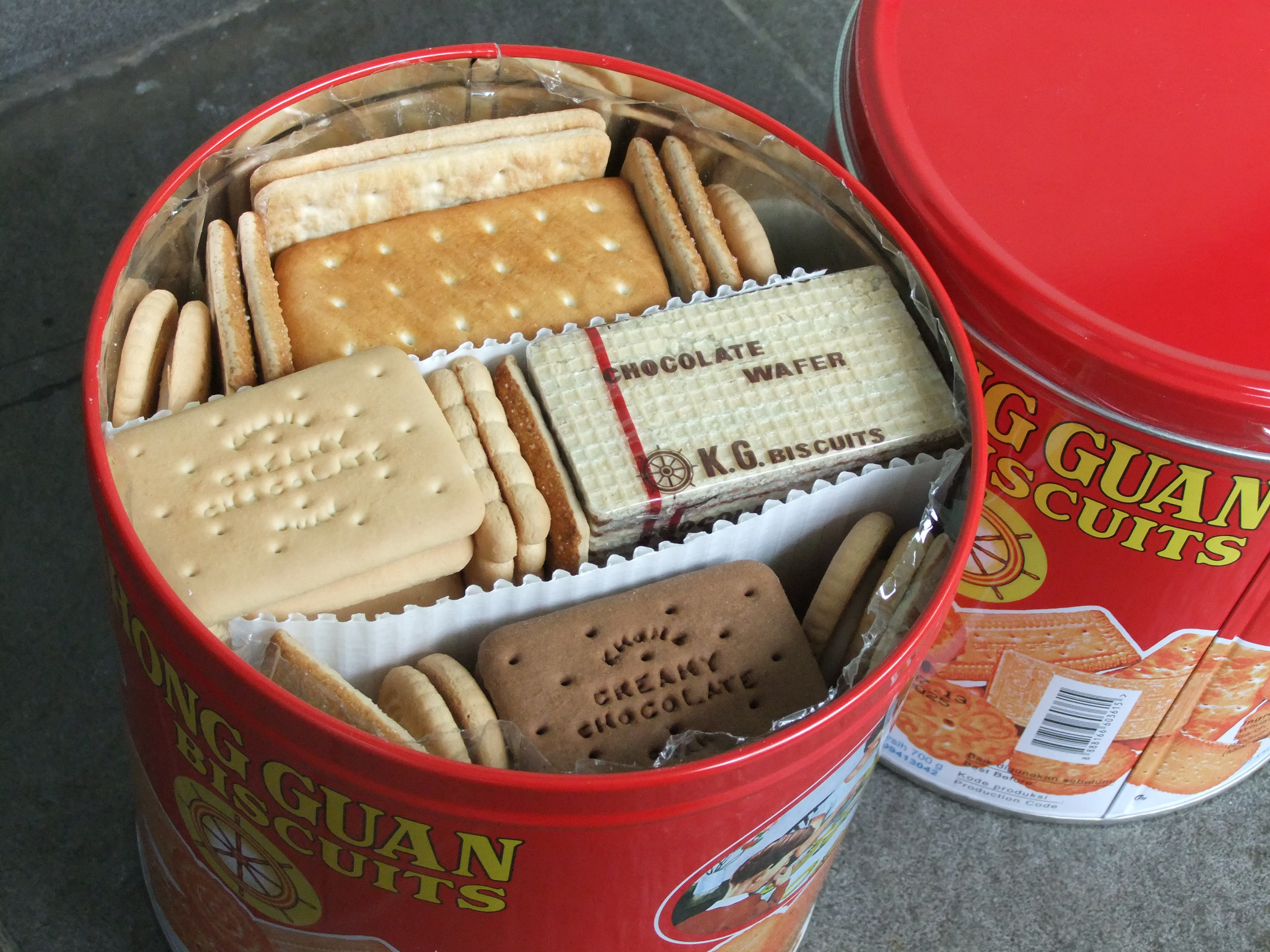
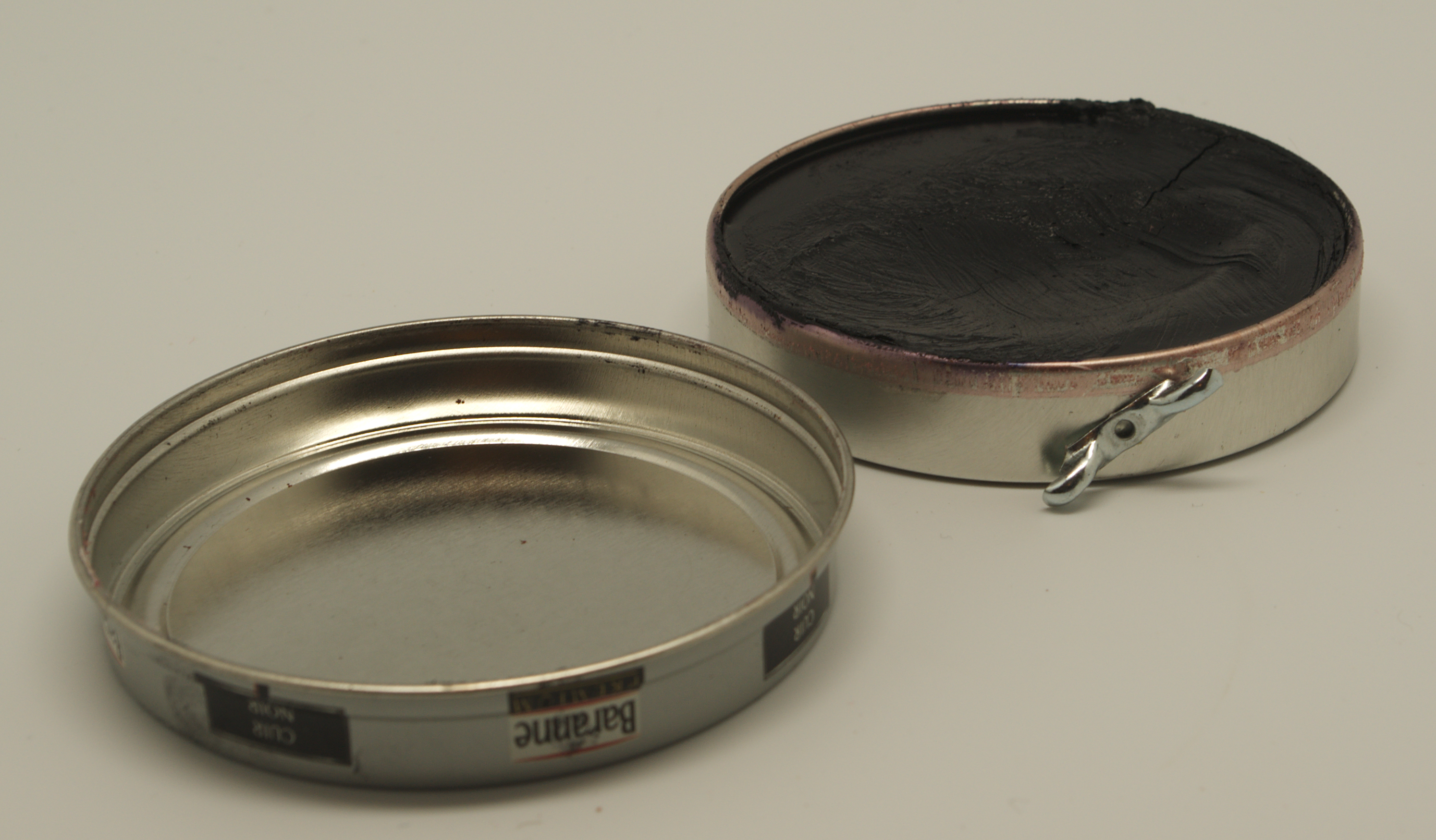
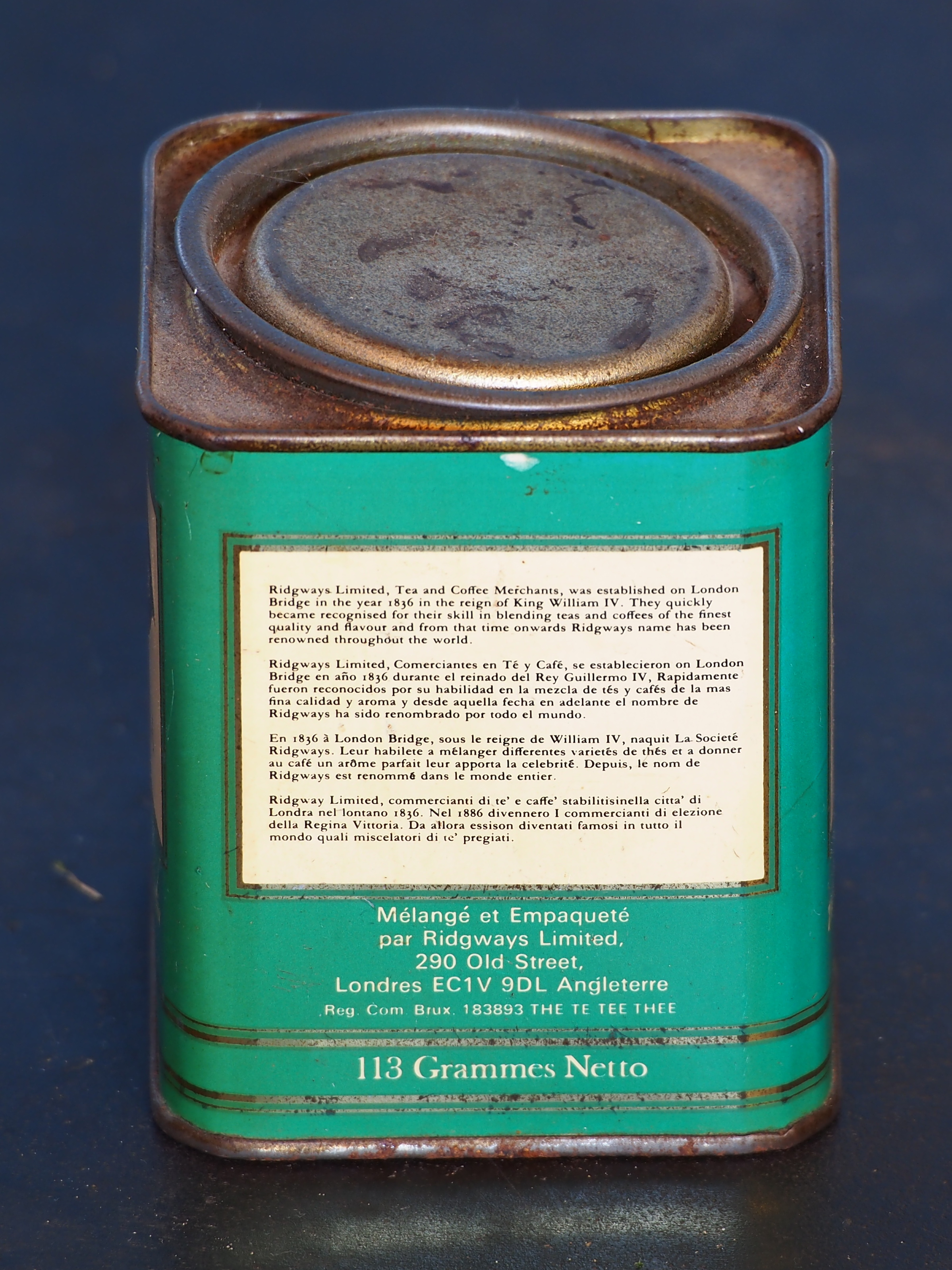

### Materiais
Nenhuma lata atualmente em grande uso é composta principalmente ou totalmente de estanho; esse termo reflete o uso quase exclusivo em latas, até a segunda metade do século XX, do aço folha de flandres, que combinava a resistência física e o preço relativamente baixo do aço com a resistência à corrosão do estanho. Dependendo do conteúdo e dos revestimentos disponíveis, algumas fábricas de conservas ainda usam aço sem estanho.
Em 1991, os fabricantes de latas dos Estados Unidos eliminaram voluntariamente as costuras de chumbo nas latas de alimentos. No entanto, as latas de alimentos importados continuaram a incluir costuras soldadas de chumbo. Em 1995, o FDA dos EUA emitiu uma regra proibindo latas de alimentos soldadas com chumbo, incluindo latas de alimentos nacionais e importadas.
Nos tempos modernos, a maioria das latas de alimentos no Reino Unido foi forrada com um revestimento de plástico contendo bisfenol A (BPA). O revestimento evita que ácidos e outras substâncias corroam o estanho ou alumínio da lata, mas a lixiviação de BPA no conteúdo da lata foi investigada como um perigo potencial à saúde.

### Projeto e fabricação

#### Aço para fabricação de latas
A maior parte do aço utilizado nas embalagens é a folha-de-flandres, aço revestido com uma fina camada de estanho, cuja funcionalidade é necessária ao processo de produção. A camada de estanho é geralmente aplicada por galvanoplastia.

#### Projeto de lata de aço de duas peças
A maioria das latas de aço para bebidas são designs de duas peças, feitas de 1) um disco reformado em um cilindro com uma extremidade integral, com costura dupla após o enchimento e 2) uma extremidade solta para fechá-lo. As latas de aço são feitas em vários diâmetros e volumes diferentes, com mecanismos de abertura que variam de puxadores de anel e abridores de abas, a bocas bem abertas. As linhas modernas de fabricação de latas podem produzir até 1.000 latas por minuto.

#### Latas de aço desenhadas e passadas (DWI)
O processo de reforma da chapa metálica sem alterar sua espessura é conhecido como 'desenho'. O desbaste das paredes de uma lata de duas peças, passando-a por matrizes circulares, é chamado de 'passagem a ferro'. As latas de aço para bebidas são, portanto, geralmente chamadas de latas desenhadas e passadas ou DWI (às vezes D&I). O processo DWI é usado para fazer latas onde a altura é maior que o diâmetro e é particularmente adequado para fazer grandes volumes de latas com a mesma especificação básica.
As espessuras das paredes das latas de aço são agora 30% mais finas e pesam 40% menos do que há 30 anos, reduzindo a quantidade de matéria-prima e energia necessária para produzi-las. Eles também são até 40% mais finos que o alumínio.

#### Propriedades magnéticas
O aço é um metal ferroso e, portanto, magnético . Para embalagens de bebidas, isso é único. Isso permite o uso de sistemas de transporte magnético para transferir latas vazias através dos processos de enchimento e embalagem, aumentando a precisão e reduzindo o potencial de derramamento e desperdício. Em instalações de reciclagem, as latas de aço podem ser prontamente separadas de outros resíduos usando equipamento magnético, incluindo separadores de correia cruzada, também conhecidos como ímãs overband e ímãs de tambor.

### Reciclagem e reutilização
O aço de latas e outras fontes é um dos materiais de embalagem mais reciclado. Cerca de 65% das latas de aço são recicladas. Nos Estados Unidos, 63% das latas de aço são recicladas, ante 52% das latas de alumínio. Na Europa, a taxa de reciclagem em 2016 é de 79,5%.

#### Sustentabilidade e reciclagem de latas de aço para bebidas

##### Reciclagem de aço
De uma perspectiva ecológica, o aço pode ser considerado um material de ciclo fechado: resíduos pós-consumo podem ser coletados, reciclados e usados para fazer novas latas ou outros produtos. Cada tonelada de sucata de aço reciclada economiza 1,5 toneladas de CO 2, 1,4 toneladas de minério de ferro e 740kg de carvão. O aço é o material mais reciclado do mundo, com mais de 85% de todos os produtos de aço do mundo sendo reciclados no final de sua vida: cerca de 630 milhões de toneladas de sucata de aço foram recicladas em 2017, economizando 945 milhões de toneladas de CO 2.

##### Reciclagem de latas de aço
O aço é um material permanente (um aço pode ser reciclado repetidamente sem perda de qualidade). A reciclagem de uma única lata economiza a energia equivalente para uma carga de roupa, 1 hora de TV ou 24 horas de iluminação (lâmpada LED de 10W). A maioria das latas de aço também possui alguma forma de identificação de reciclagem, como a marca Metal Recycles Forever Recyclable Steel e o logotipo da campanha Choose Steel Há também uma campanha na Europa chamada Every Can Counts, que incentiva a reciclagem de latas no local de trabalho.

### Problemas de saúde

#### Dissolução do estanho na comida
O estanho é resistente à corrosão, mas alimentos ácidos como frutas e vegetais podem corroer a camada de estanho. Náuseas, vômitos e diarreia foram relatados após a ingestão de alimentos enlatados contendo 200mg / kg de estanho. Um estudo de 2002 mostrou que 99,5% das 1.200 latas testadas continham abaixo do limite regulamentar de 200mg / kg de estanho, uma melhoria em relação à maioria dos estudos anteriores, em grande parte atribuída ao aumento do uso de latas totalmente lacadas para alimentos ácidos, e concluiu que os resultados não levantam quaisquer preocupações de segurança alimentar de longo prazo para os consumidores. Os dois produtos não conformes foram recolhidos voluntariamente.
A evidência de impurezas de estanho pode ser indicada pela cor, como no caso das peras, mas a falta de alteração da cor não garante que o alimento não seja contaminado com estanho.

#### Bisfenol A

O composto químico Bisfenol A encontrado em revestimentos de latas "... está associado a mudanças organizacionais na próstata, mama, testículos, glândulas mamárias, tamanho do corpo, estrutura e química do cérebro e comportamento de animais de laboratório", crianças por nascer e adultos.

O bisfenol-A (BPA) é um composto químico controverso, presente em revestimentos plásticos de latas de estanho disponíveis comercialmente e transferido para alimentos enlatados. O interior da lata é revestido com epóxi, na tentativa de evitar que alimentos ou bebidas entrem em contato com o metal. Quanto mais tempo o alimento fica na lata, e quanto mais quente e ácido ele é, mais BPA penetra nele. Em setembro de 2010, o Canadá se tornou o primeiro país a declarar o BPA uma substância tóxica. Na União Europeia e no Canadá, o uso de BPA é proibido em mamadeiras. O FDA não regula o BPA. Várias empresas, como a Campbell's Soup, anunciaram planos para eliminar o BPA do revestimento de suas latas, mas não disseram com qual produto químico planejam substituí-lo.

## Enchimento de frascos
As latas são enchidas antes de as máquinas de fecho apertarem a tampa. Para acelerar o processo de produção, as operações de enchimento e fecho devem ser extremamente precisas. A cabeça de enchimento centra a lata através da pressão do gás, liberta o ar e permite que a bebida escorra pelas paredes da lata. A tampa é colocada na lata e depois cravada em duas operações. A cabeça de rolamento agarra a tampa a partir do topo, enquanto o rolo de rolamento, a partir do lado, torce o bordo da tampa à volta do bordo do corpo da lata. A cabeça e o rolo rodam a lata num círculo completo para a selar completamente. Em seguida, um rolo de pressão com um perfil diferente aproxima os dois bordos sob pressão, criando uma vedação estanque ao gás. As latas cheias têm normalmente gás comprimido no interior, o que as torna suficientemente rígidas para facilitar o manuseamento. Sem a aba rebitada, a parte entalhada da extremidade da lata seria impossível de remover da lata.
As linhas de enchimento de latas têm diferentes velocidades, variando entre 15 000 latas por hora (cph) e 120 000 cph ou mais, e todas têm diferentes níveis de automatização. Por exemplo, a alimentação de tampas começa com a remoção manual de sacos a partir de uma simples calha em forma de V ligada a um dispositivo de rolamento, até processos totalmente automatizados com remoção automática de sacos e alimentação de tampas em combinação com despaletizadores automáticos de rolos para enchimento de sacos por robots.

## Latas de Alumínio

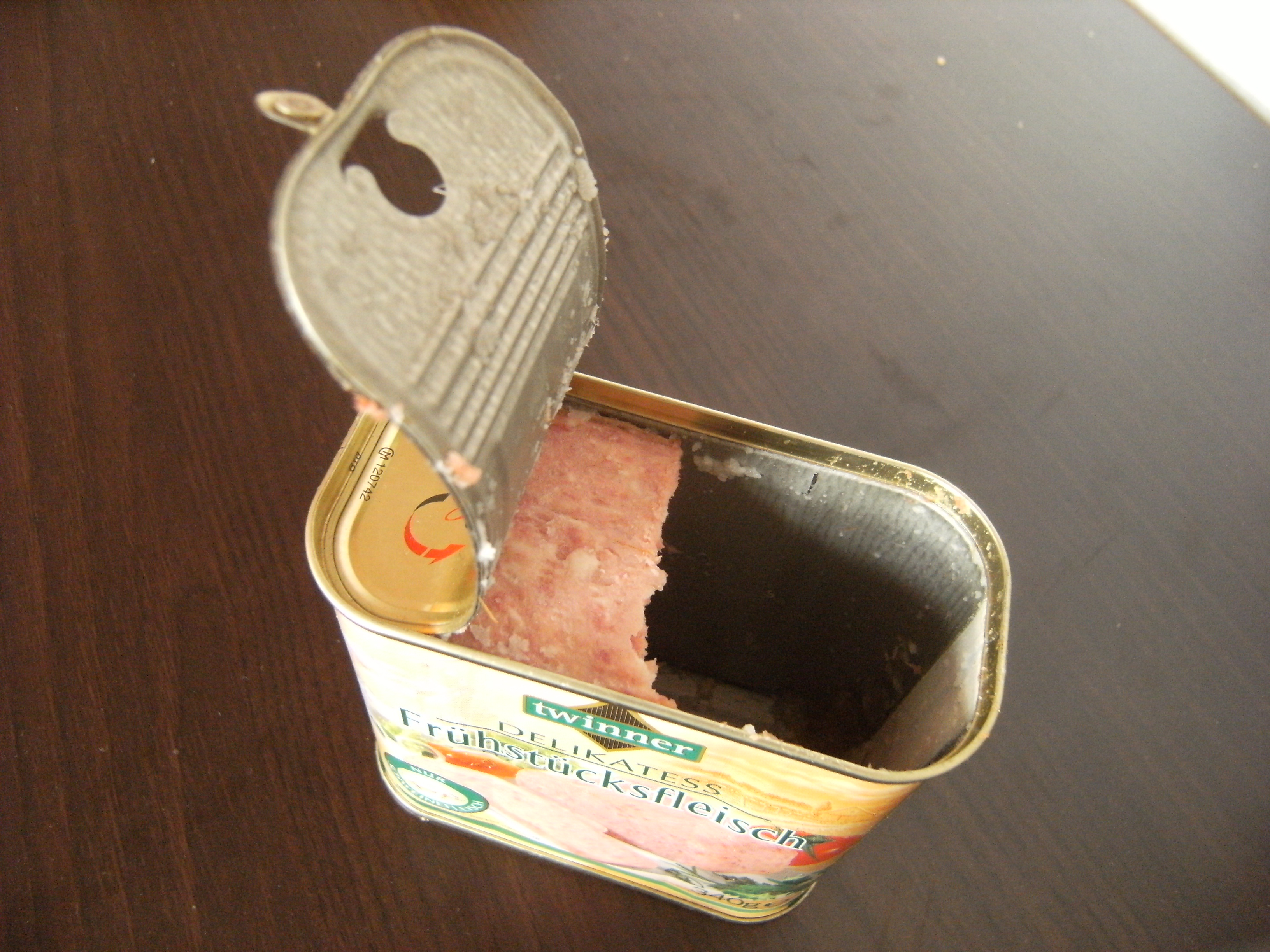
Lata de carne de alumínio

Uma lata de alumínio é um recipiente para embalagens feito principalmente de alumínio. É comumente usado para alimentos e bebidas, mas também para produtos como óleo, produtos químicos e outros líquidos. A produção global é de 180 bilhões anualmente e constitui o maior uso individual de alumínio em todo o mundo.

### Uso
O uso de alumínio em latas começou em 1957. O alumínio oferece maior maleabilidade, resultando em facilidade de fabricação; isso deu origem à lata de duas peças, em que tudo, exceto o topo da lata, é simplesmente estampado em uma única peça de alumínio, em vez de construído com duas peças de aço. O interior da lata é revestido por um revestimento por pulverização de uma laca ou polímero epóxi para proteger o alumínio de ser corroído por conteúdos ácidos, como bebidas gaseificadas, e conferir um sabor metálico à bebida. O epóxi pode conter bisfenol A. Uma etiqueta é impressa diretamente na lateral da lata ou será colada na parte externa da superfície curva, indicando seu conteúdo.
As vantagens das latas de alumínio em relação às latas de aço (folha-de-flandres) incluem;
- peso leve
- custo competitivo
- uso de pontas de alumínio de fácil abertura: sem necessidade de abridor de latas
- aparência limpa
- alumínio não enferruja
- fácil de colocar em forma

A extremidade de alumínio de abertura fácil para latas de bebidas foi desenvolvida pela Alcoa, em 1962, para a Pittsburgh Brewing Company e agora é usada em quase todo o mercado de bebidas em lata.

### Reciclagem

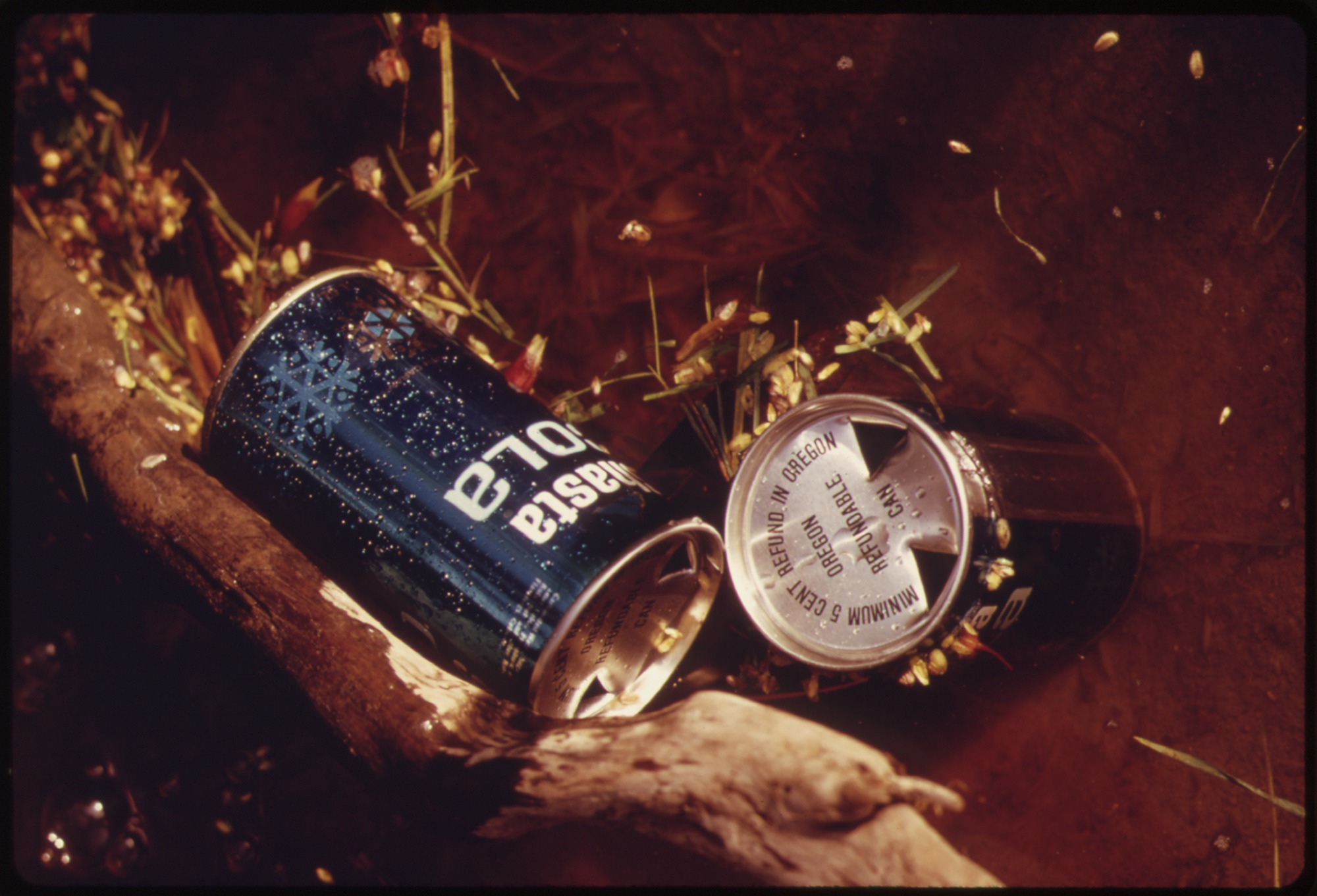
Latas de bebidas de alumínio descartadas marcadas com rótulo de reembolso de cinco centavos de acordo com a Oregon Bottle Bill, início dos anos 1970

As latas de alumínio podem ser feitas com alumínio reciclado . Em 2017, 3,8 milhões de toneladas de alumínio foram geradas nos Estados Unidos, das quais 0,62 milhões de toneladas foram recicladas - uma taxa de reciclagem de 16%.  As latas são o recipiente para bebidas mais reciclado, com uma taxa de 69% em todo o mundo.
Um problema é que a parte superior da lata é feita de uma mistura de alumínio e magnésio para aumentar sua resistência. Quando a lata é derretida para reciclagem, a mistura é inadequada para a parte superior ou inferior. Em vez de misturar metal reciclado com mais alumínio (para amolecê-lo) ou magnésio (para endurecê-lo), uma nova abordagem usa o recozimento para produzir uma liga que funciona para ambos.
A lata de alumínio também é considerada o material reciclável mais valioso em uma lixeira comum.  A indústria do alumínio paga cerca de 800 milhões de dólares por ano pelo alumínio reciclado por ser tão versátil.
Pelas vantagens das embalagens de alumínio ( vida útil, durabilidade, fator grau alimentício) sobre as embalagens de plástico, é considerada uma alternativa às garrafas PET, com possibilidade de substituição da maioria delas nas próximas décadas.